# 虾球传 (长篇小说)
《虾球传》，黄谷柳的长篇小说，该长篇小说分为三章：《春风秋雨》、《白云珠海》、《山长水远》。1947年10月，应夏衍之约，在香港《华商报》发表连载《虾球传》，一夜誉满香江。《虾球传》还译成日文、英文出版。

## 内容
虾球，姓夏，哥哥喊他“虾球”。
15年前，虾球的父亲被当做“猪仔”卖入了美国加利福尼亚州旧金山，哥哥在10年前被抽调当中国国民党的阿兵哥，他被母亲抚养大，母亲在纱厂做工。
抗日战争胜利之后，虾球在英属香港红磡码头卖面包。
因为生意不好，他把摊位卖掉，被母亲发现之后，愤而逃出家门，他从此独立生活。
虾球在尖沙咀的九龙仓码头，虾球遇到了流氓头目“王狗仔”，当了他的“马仔”。
虾球跟着王狗仔认识了船家女人“亚娣”，在一次走私过程中，王狗仔抛弃虾球，亚娣把虾球推荐给了“鳄鱼头”，虾球当了他家的奴仆，虾球不久认识了鳄鱼头的得力干将“蟹王七”。
一次，虾球跟鳄鱼头到新界清风乡谈业务“爆仓”时，认识了自卫队员“丁大哥”。
鳄鱼头的“爆仓”行动被警察发现，他抛弃妻子和手下逃跑了，虾球被警察抓了，羁押了3个月后释放。
出狱之后的虾球听了王狗仔老相好“六姑”的劝告，决心做好人，便去清风墟寻找丁大哥，但是没有找到。
虾球拿着监狱里的介绍信进了“儿童俱乐部”，和“牛仔”做了结拜弟兄，因不习惯俱乐部生活，又再度加入王狗仔的流氓集团。
王狗仔当着虾球的面虐待一位60多岁的老男人“金山伯”，虾球觉得太残忍，于是出走回家看望母亲，结果发现“金山伯”就是自己的父亲。
虾球觉得内疚，就和牛仔一起准备回中国大陆广东省，准备找丁大哥，打游击战。
鳄鱼头带着妓女“黑牡丹”住进广东省新亚酒店，他联系自己的师傅“张果老”，一位60多岁的老男人，两人准备重整旗鼓。
虾球和牛仔在大鹏湾的墟市警察所被当做游击队员而被抓，释放之后，被抓当了巡舰的壮丁，虾球和牛仔抱着一辆滚下的汽车逃跑了。
牛仔去了芳村孤儿院，而虾球在新亚酒店遇到了丁大哥，丁大哥没有收留他做游击队员。
虾球决定去沙溪赌一次，结果140元输光了，同时又被拉去当壮丁，他趁着人贩子不注意，跑了，撞上了蟹王七，虾球和牛仔从此又做了鳄鱼头的手下。
一次，鳄鱼头因走私船超载而翻船，鳄鱼头拔枪射杀了牛仔，虾球愤怒反击，舢板翻了。虾球和龙大副被海浪冲到了海角。
他们埋了牛仔、黑牡丹之后，决定上山开茶寮。
鳄鱼头却在师傅张果老的保荐下当了保安团团长。
虾球和山里一群孩子混熟之后，认识了游击队里的孩子小鬼阿炳，两人和其他游击队员一起攻打鳄鱼头的保安团，鳄鱼头逃跑了，俘虏了蟹王七等，保安团溃散了。

## 主题和风格
该长篇小说的背景是1940年代的英属香港和珠江三角洲一带地区。
该长篇小说类似“流浪小说”的形式，主要讲述“虾球”的各种奇遇，和虾球误入歧途，不断成熟的过程。
黄谷柳《虾球传》写出了英属香港“半殖民地半封建社会”各个阶层的生存情况，有流氓王狗仔、妓女黑牡丹、情妇和善良妇女六姑、重情义的牛仔、游击队员丁大哥、机智小鬼阿炳、朴实华工金山伯等。